# Parafia Narodzenia Najświętszej Maryi Panny w Warcie Bolesławieckiej
Parafia Narodzenia Najświętszej Maryi Panny w Warcie Bolesławieckiej – parafia rzymskokatolicka w dekanacie Bolesławiec Wschód w diecezji legnickiej.